# Pop-Port

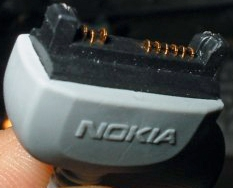
Złącze Pop-Port w oryginalnym zestawie słuchawkowym Nokia HS-5

Interfejs Pop-Port (oryginalna nazwa kodowa „Tomahawk”) – jest to złącze dostępne w wielu telefonach marki Nokia. Złącze to składa się z pojedynczych metalowych pinów po obu stronach wtyczki oraz plastikowej wsuwki z rzędem trzynastu styków.
Złącze to pozwala na przesyłanie sygnałów m.in. do zestawów słuchawkowych i głośnomówiących oraz sygnału stereo do głośników lub słuchawek. Pozwala także na transfer danych przez port USB. Ponadto złącze to oferuje zasilanie dla akcesoriów nie posiadających własnego źródła zasilania.
Pop-Port został wyparty przez nowsze technologie oparte na złączu mini-USB dla przesyłu danych oraz „standardowe” złącza audio (4-częściowe złącza minijack 2,5mm lub 3,5mm).

## Użycie Pop-Port
- Zewnętrzne aparaty fotograficzne
- Radio FM
- Słuchawki lub głośniki
- kabel transmisji danych (USB)
- 3.5mm stereo minijack
- Flesz